# توماس دي فيغيروا
توماس دي فيغيروا إي كارافاكا ولد حوالي1747 وتوفي في1811 هو جندي إسباني كان نشطًا في الموقع العسكري في فالديفيا ولاحقًا في سانتياغو باعتباره ملكيًا خلال المرحلة الأولى من النضال التشيلي من أجل الاستقلال . ولد في إيستيبونا بالقرب من مالقة في جنوب إسبانيا كان جنديًا حسب المهنة وإضطر إلى الهجرةلتشيلي عام 1775 بعد أن قتل رجلاً في مبارزة في إسبانيا في أواخر عام 1792 وقاد القوات الإسبانية التي قمعت إنتفاضة هويليتش حول ريو بوينو وفوتاويلمابو في جنوب تشيلي  بعد أن قاد تمردًا لإستعادة النظام الاستعماري في سانتياغو في الأول من أبريل عام 1811 تم إعدامه بإجراءات موجزة بناءً على أوامر الزعيم المؤيد للإستقلال خوان مارتينيز دي روزاس.